# Barely Legal (Padre de familia)
Barely Legal (titulado Casi legal en España y Apenas legal en Hispanoamérica) es el octavo episodio de la quinta temporada de la serie Padre de familia emitido el 17 de diciembre de 2006 a través de FOX. La trama se centra en Meg, la cual tras ser rechazada por enésima vez para el baile de fin de curso Brian se ofrece a ser su acompañante, sin embargo la situación se le va de las manos, mientras tanto Peter y sus amigos se inscriben en la academia de policía para ayudar a Joe con su trabajo, pero descubren que ser agente no siempre es significado de "acción".
El episodio está escrito por Kirker Butler y dirigido por Zac Moncrief. Tanto el argumento como las referencias culturales obtuvieron en su mayoría críticas positivas por parte de los críticos a excepción de la PTC donde fueron más críticos. Según la cuota de pantalla Nielsen, el episodio fue visto por 8,48 millones de televidentes. Como artistas invitados prestan sus voces a sus respectivos personajes: Drew Barrymore, Barclay DeVeau, Phil LaMarr, Kerrigan Mahan, Natasha Melnick, Garrett Morris, Tamera Mowry y Lisa Wilhoit. El capítulo ganó un premio Annie al "Mejor Guion de Animación de la Televisión".

## Argumento

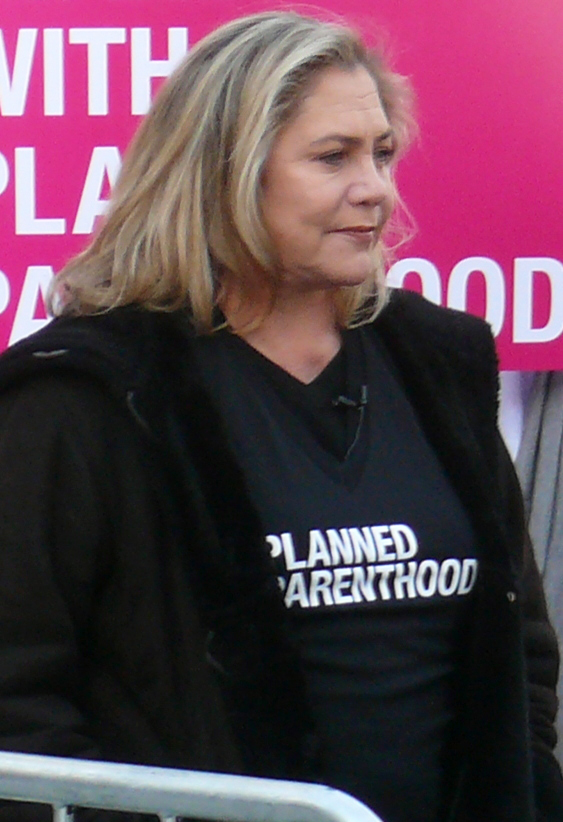
El personaje de Joan Wilder interpretado por Kathleen Turner en Romancing the Stone y hermana de Elaine Wilder en la película sirvió de base para la trama del episodio.

Mientras Adam West ve Romancing the Stone, decide mandar al departamento de policía de Quahog a Cartagena de Indias, Colombia para rescatar a Elaine Wilder (personaje ficticio de la película) salvo Joe, puesto que el país no está habilitado para discapacitados. Finalmente, Peter, Cleveland y Quagmire se unen a la academia de policía para hacerse agentes y ayudar a su amigo. Al mismo tiempo, Brian descubre que Meg pretende suicidarse tras no encontrar compañero (tras las continuas calabazas recibidas) para el baile de fin de curso, por lo que se ofrece a acompañarla, sin embargo empieza a deprimirse y  se emborracha. En un momento de la velada, Connie DeMicco y sus amigos se acercan a Meg para meterse con ella hasta que Brian sale en su defensa tras dirigirle unas palabras con las que rompe a llorar y sale huyendo. Conmovida por el can, Meg le agradece su apoyo y ambos acaban besándose apasionadamente fruto de la ebriedad de Brian.
A la mañana siguiente, Brian es consciente del error que cometió e intenta olvidarse del asunto, de igual modo también le ocultará a Lois durante el episodio lo sucedido en la fiesta ante el temor a su reacción, mientras tanto, Meg empieza a tener sentimientos hacia Brian a pesar de no compartir los mismos sentimientos por lo que finalmente Brian le comenta que lo del beso fue un error y que su relación debería basarse en la amistad. Aun así, la obsesión de Meg hacia el can va in crescendo hasta rozar la locura, como ejemplo, le prepara una tarta de manzana que acepta agradecido hasta que le confiesa que la preparó con pelos inclusive. Consternado, decide darle el pastel a Stewie. Tras reconocer que la situación se le ha ido de las manos, no le queda más remedio que explicarle a Lois su "extraño" comportamiento, puesto que ella también anda preocupada por ella hasta que finalmente le explica que el otro día le dio a probar su "tarta de pelos". Al final llega la reacción que tanto temía cuando Lois malinterpreta sus palabras y le arrea un puñetazo por cada vez que intenta explicarse y le exige que arregle la situación.
Finalmente Brian decide cortar por lo sano ante la insistencia de Meg, la cual a la noche le golpea en la cabeza y lo secuestra. A la mañana siguiente, Lois le cuenta a Peter que no ha visto a los dos en todo el día hasta que Chris le comenta que vio como se llevaba a Brian atado en el maletero de su coche, por lo que Peter junto a sus amigos (ya como policías) acuden a un hotel tras seguir el rastro. Una vez allí descubren que Meg intenta forzar a Brian hasta que Lois le disuade de que lo haga, sin embargo es incapaz de hacerla entrar en razón hasta que Quagmire se ofrece a "darle lo que necesita" por lo que le sugiere a la mujer que la mande a su casa. Aunque esto de a entender que Quagmire intenta aprovecharse de la situación, en realidad empieza a tener una charla con la adolescente y los riesgos que entraña el precipitarse esta manera, por lo que le sugiere que se tome las cosas más despacio hasta que encuentre a la persona ideal. Como ayuda después del consejo, le regala un libro titulado The Missing Piece de Shel Silverstein para que tenga una mejor percepción de la vida.
Tras marcharse, Quagmire sube a su habitación donde se encuentran dos de sus últimos ligues, de las que una de ellas le pide que se quite la "vraga" dejando a Quagmire confundido por la mala pronunciación de la palabra. Por otro lado, el Alcalde West da por finalizada la búsqueda del personaje de la película que estaba viendo al principio, por lo que la policía vuelve a casa.

## Producción

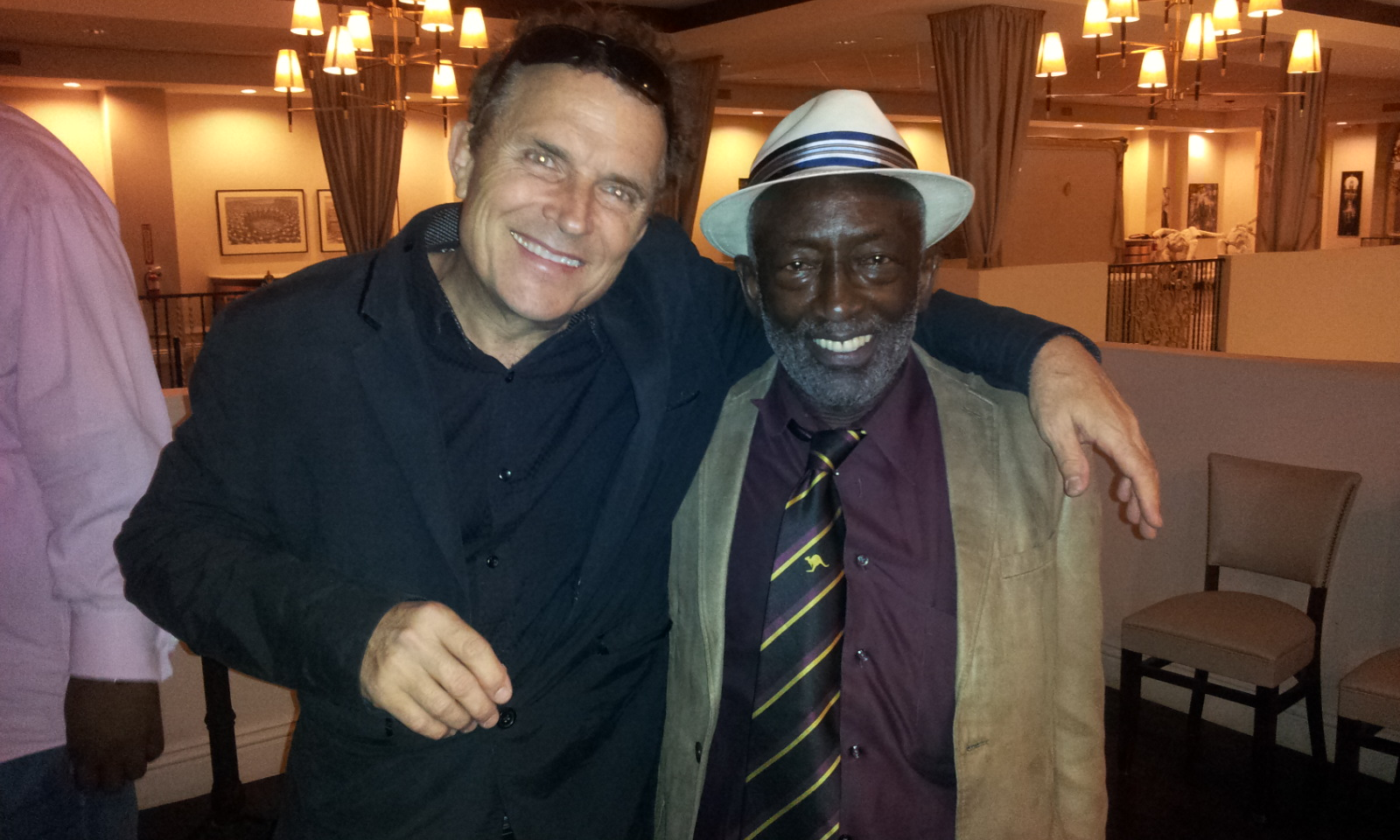
Garrett Morris (a la derecha) en 2013. El actor volvió a interpretar al personaje que le hiciera famoso en Saturday Night Live durante los años 70.

En este episodio se reproduce el segundo gag de la bañera de la casa de Cleveland desde Hell Comes to Quahog. A lo largo de la serie se ha recurrido a esta escena en varios episodios además del spin off del personaje en cuestión. La escena en el que el hipotético compañero de baile de Meg mata a su hermano con la intención de darle evasivas estuvo incluido en el borrador y fue diseñado por Kirker Butler.
La escena en la que Peter, Cleveland, Mort y Quagmire beben un vaso de café con polvo de ángel en uno de ellos mientras se vuelven locos a la espera de saber quién ha sido drogado fue recortada por cuestión de tiempo, en la secuencia uno de los personajes sucumbía a los efectos de la droga al mismo tiempo que su cabeza se transformaba en la de un reptil tipo Jurassic Park, pero un error de animación hizo que no se viera. El actor y cómico Garrett Morris colaboró en el episodio con una actuación en imagen real interpretando al Profesor de la Escuela para "Duros de Oído" de cuando actuaba en Saturday Night Live. Cuando Peter y los demás descubren a Meg intentando seducir a Brian en el hotel, este primero utiliza el término "chino", sin embargo fue modificado por "Hombre oriental" debido a las políticas de la cadena puesto que podría ser visto como una ofensa.